# Bahía de Bombetoka
Bahía de Bombetoka (en francés: Baie de Bombetoka) es un cuerpo de agua en la costa noroeste de Madagascar, cerca de la ciudad de Mahajanga, donde el río Betsiboka, desemboca en el Canal de Mozambique. Numerosas islas y bancos de arena se han formado en la desembocadura debido a la gran cantidad de sedimentos transportados por el río Betsiboka y que han sido moldeados por el flujo del río y el empuje y el tirón de las mareas a lo largo de las líneas costeras y en las islas. La vegetación es predominantemente formada por manglares. De hecho, Bombetoka es el hogar de algunas de las mayores comunidades de restantes de manglares del país, que sirven de refugio para diversos moluscos y crustáceos, así como el hábitat de las tortugas marinas, aves y dugongos. A lo largo de la costa noroeste de Madagascar, los manglares y los arrecifes de coral se asocian con ecosistemas dinámicos, costeros diversos.